# Les Fatals Picards
Les Fatals Picards est un groupe de rock humoristique français, mêlant humour, second degré et engagement à travers divers styles, allant de la chanson française au ska, en passant par le rock. Ils se sont fait connaître du grand public en participant au Concours Eurovision de la chanson 2007 avec leur chanson L'Amour à la française. Ils ont fini 22e sur 24 participants (ex aequo avec le groupe Scooch pour le Royaume-Uni), ce qui est une source de plaisanterie pendant leurs concerts.

## Biographie

### Formation et débuts (1996-2007)
Les prémices du groupe datent de 1996 à l'initiative d'Ivan Callot, avec Thierry Manière et Bertrand Le Roy. Quelques titres sont alors réalisés sous le nom de groupe « Les Fourmis violentes », mais le groupe devient Les Fatals Picards en 1998 lors de la sortie d'un album auto-produit, Les Onze y trônent. En 2000, Ivan Callot réalise une nouvelle autoproduction intitulée Amiens c'est aussi le tien. Par la suite, Ivan rencontre Laurent Honel, Regis Rodriguez, Gilles Di Giovanni et Éric Charpentier, avec qui il enregistre Navet Maria (septembre 2000) — le premier effort discographique des Fatals Picards qui sort alors que le groupe donne ses premiers concerts. Cependant, après quelque temps, seul Laurent Honel restera et, quelques mois plus tard, le groupe sera uniquement représenté par ce dernier et Ivan Callot. Cette formation restera la même jusqu'en septembre 2002, date à laquelle l'Alésien Jean-Marc Sauvagnargues rejoint le groupe en tant que batteur puis tourneur.
En 2003, Les Fatals Picards sortent leur deuxième album studio, Droit de véto, un disque qui contient des titres qui, encore aujourd'hui, restent des références par leur côté humoristique et déjanté (Schizophrène, Goldorak est mort, Chasse pêche et biture…). Il permettra au groupe de se faire connaître petit à petit par le bouche à oreille et une longue série de concerts un peu partout en France. En mars 2003, Olivier Delafosse (dit Oldelaf) rejoint le groupe en tant que guitariste pour l'album Picardia Independenza. En décembre 2004, Paul Léger - découvert lors d'une première partie d'un de leur concert avec son groupe La Sex Bomb - intègre le groupe d'abord en tant que guitariste, puis en tant que chanteur au côté d'Ivan Callot, suivi par Jonathan Bénisty qui deviendra bassiste.
En 2005, ils jouent dans des concerts pour le « non » au référendum constitutionnel. Après le départ de Jonathan Bénisty, Yves Giraud rejoint le groupe en tant que bassiste pour participer à la sortie de l'album Pamplemousse mécanique, sorti le 19 février 2007. Ce quatrième effort discographique sera certifié disque d'or — 75 000 exemplaires vendus — quelques mois plus tard[réf. nécessaire].

### L'aventure de l'Eurovision (2007)
Le groupe fait partie des dix candidats choisis par France Télévisions et RFO de la sélection française pour le Concours Eurovision de la chanson 2007 : 2 candidats choisis par France 2, 2 par France 3, 2 pour France 4, 2 par France 5 et 2 par RFO).
Le 6 mars 2007, le prime time a lieu en direct sur France 3, présenté par Julien Lepers et Tex. À la suite du vote des téléspectateurs et d'un jury d'experts, ils sont choisis en direct sur France 3 devant le duo Mehdi-T et la chanson On and On. Parmi les huit autres concurrents se trouvaient notamment Les Wampas, Les Vedettes (groupe produit par Philippe Katerine) ou Valérie Louri dont la chanson Besoin d'ailleurs a été écrite et composée par Marco Prince. Ils sont choisis avec leur chanson L'Amour à la française : « ça fait 30 ans que la France est humiliée et bafouée par des pays qui méritent moins. Il est temps que la France redore le flambeau de la culture européenne avec du bleu, du blanc et du rouge (NB : les couleurs du drapeau français). Les couleurs de l'amour » affirment-ils au second degré dans une interview accordée à France 3[réf. nécessaire]. La réalisation du clip est confiée à Monsieur Moyen. Le directeur de France Télévisions, Patrick de Carolis refuse que leur parrain Sébastien Cauet les accompagne car il ne travaille pas sur France Télévisions mais à TF1.
Le 12 mai 2007, à Helsinki, en Finlande, le groupe arrive avant-dernier au classement final du 52e concours Eurovision, à la 22e place, à égalité avec le groupe Scooch, représentant le Royaume-Uni, tandis que la victoire est attribuée à la chanteuse serbe Marija Šerifović,,.

### Nouveau départ (2007-2019)

Les Fatals Picards, en 2019

En septembre 2007, Ivan Callot, fondateur du groupe et membre depuis dix ans, annonce qu'il quittera la formation après la tournée, le 9 décembre, pour se lancer dans une carrière solo. Le 17 mars 2008 sort le premier album live du groupe, intitulé Public. L'album comprend un DVD bonus incluant l'intégrale du spectacle acoustique Gundur et le Dauphin magique, tourné au Lavoir moderne parisien ainsi que des extraits de concerts, ou encore des vidéos prises par des fans lors des festivals de l'été 2007.
Le 7 janvier 2009, le groupe annonce qu'à la demande de leur maison de disques Warner, qui se trouve être également celle de Johnny Hallyday, le titre Le jour de la mort de Johnny ne figurera pas sur l'album à sortir. La chanson est cependant mise gratuitement à disposition par le groupe sur leur site officiel avant d'être finalement retirée, retrait assorti d'un communiqué du management du groupe. En mars 2009, les Fatals Picards sortent leur cinquième album studio, Le Sens de la gravité, plus engagé que les précédents. Des adaptations de leurs chansons en bandes dessinées sont réalisées à la même époque par des amateurs du groupe et parmi eux, des blogueurs BD. L'album Les Chansons des Fatals Picards en BD sort le 4 avril 2009, aux éditions Adalie, avec le dessinateur Michaël Lozé et scénarisé par Arnaud David-Verdoncq, Petit Basque, Ch'rouennais et Anton. Laurent Honel a aussi contribué à la réalisation de textes et d'introductions originales. Didier Wampas en a signé la préface.
Le 27 janvier 2010, les Fatals Picards se produisent à l'Olympia à guichet fermé en présence d'un grand nombre d'invités dont Richie Hallyday, le sosie officiel de Johnny Hallyday et le rappeur picard Kamini. Laurent Honel affirme sur le site officiel du groupe qu'ils ont profité du week-end de Pâques pour attaquer la préparation de leur sixième album studio, Coming Out, dont la sortie est prévue pour le 14 mars 2011. Les Fatals Picards participent à la soirée de solidarité du Téléthon sur France 2, le 4 décembre 2010, durant laquelle ils interprétèrent un de leurs nouveaux titres, Coming Out. Une tournée Coming Out Tour 1 suivra ainsi qu'une deuxième Coming Out Tour 2 en 2012.
En janvier 2011, les Fatals Picards dévoilent leur nouveau clip, Coming Out — chanson qui dénonce avec humour l'homophobie — avec la participation de Dave et de Armande Altaï. Le 12 mars 2012, le groupe français présente, sur les réseaux sociaux, la pochette de leur nouveau double album live. Celui-ci s'appelle Fatals s/Scène et sort le 16 avril. Jean-Marc Sauvagnargues annonce la sortie d'un septième album studio, prévu pour mars 2013. À l'été 2012, les Fatals Picards annoncent que les premiers morceaux de leur nouvel album seront enregistrés en septembre, et produit par le label Adone. Il sort le 14 octobre 2013 sous le nom de Septième Ciel, référence au fait qu'il s'agit de leur septième album et que ce dernier contient de nombreux titres ayant l'amour pour sujet.
En 2014, à l'initiative de Jean-Marc Sauvagnargues, les Fatals Picards décident d'utiliser le principe du financement participatif via la plateforme Ulule pour financer la réalisation de leur premier DVD live. L'opération est un succès et permet au groupe de mener ce nouveau projet en toute indépendance. Les images du concert réalisé par Julien Bloch et tournées principalement au Transbordeur de Villeurbanne le 14 novembre 2014 donneront le titre du DVD : 14.11.14. Le 14 octobre 2016, les Fatals Picards sortent un nouvel album : Fatals Picards Country Club,. L'album se compose de 17 titres — 6 interludes et 11 chansons — pour une durée d'environ 52 minutes. Cet album sera l'occasion pour le groupe de remplir un sixième Olympia.

### Espèces menacéeset 20 ans (depuis 2019)

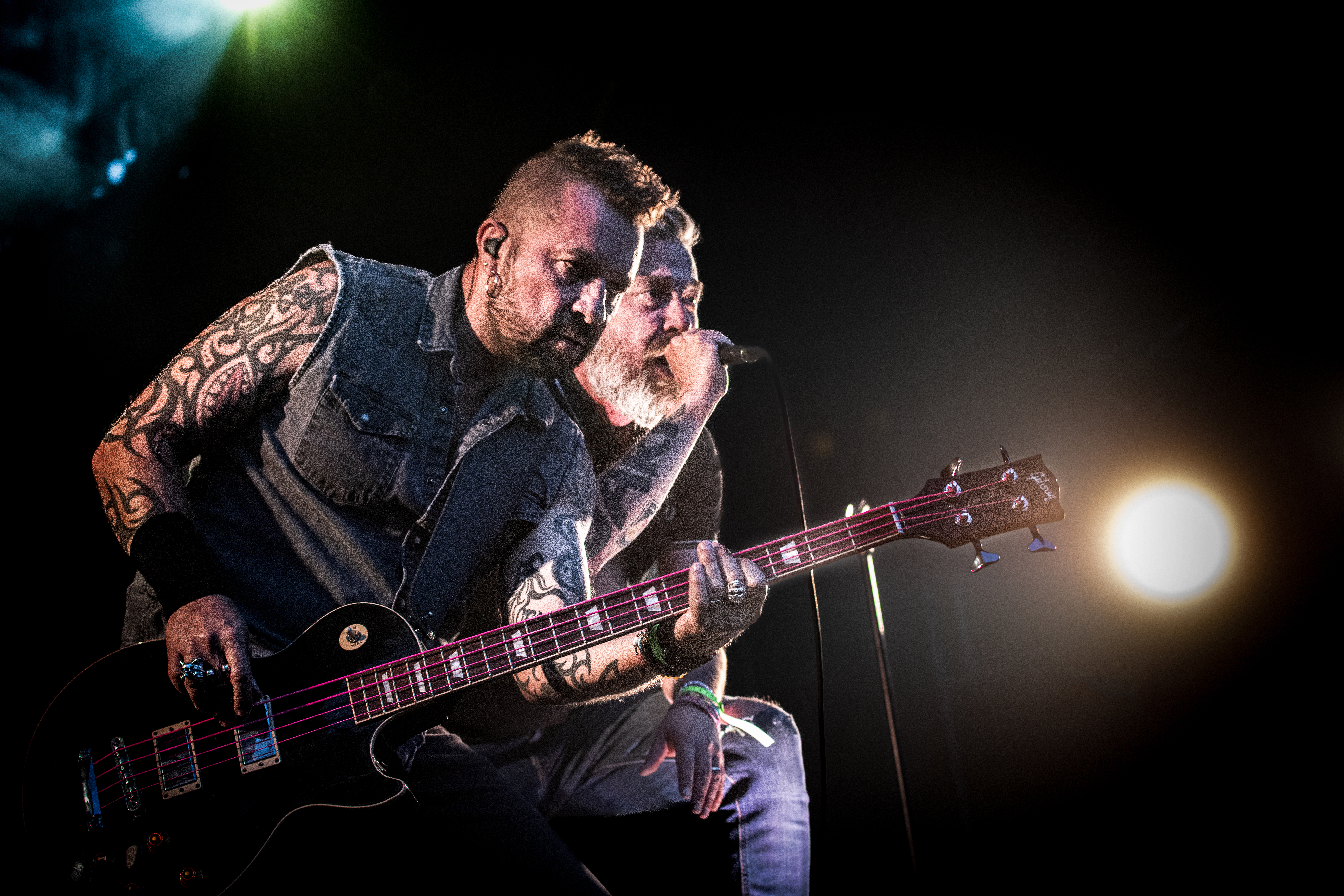
Les Fatals Picards lors de leur passage au festival « Le Murmure du son » à Eu (Seine-Maritime), le 12 juillet 2024

En 2019, et tandis que la formation célèbre son 1500e concert, les Fatals Picards annoncent la sortie d'un neuvième album, Espèces menacées, pour le 26 avril. La sortie de ce nouvel opus est précédée de la diffusion sur les réseaux de deux nouveaux clips : une reprise de Banana Split avec la participation de la chanteuse Lio, et Sucer des cailloux, réalisé par David Mallet avec la participation de l'animatrice Charline Vanhoenacker.
Au début de l'année 2022, le groupe célèbre ses 20 ans de carrière avec une tournée, montant notamment sur la scène du BetiZFest.

## Style musical et influences
Le style musical du groupe est classé par la presse de comedy rock (ou rock humoristique),. Durant les premières années de son existence, le groupe se présentait de manière décalée, se voulant être ce qui se faisait de plus drôle et de moins violent dans le punk : à ses débuts, il se définissait comme un groupe de « punk pour les nuls » ou encore de « rock indé-débile », à l'écart de la variété. Cet humour passait notamment par des caricatures (de rappeurs, de chanteurs humanitaires démagogiques, de Têtes raides, de boys band, de groupes de reggae, de génériques de séries télévisées des années 1980, etc.).
Ces dernières années, la formation s'est orientée vers une musique plus rock, abordant toujours avec décalage et humour des sujets de société comme l'homophobie, les interdits alimentaires, les personnes arborant régulièrement le Gwenn ha Du (chanson À la vie, à l'Armor),
Le groupe s'inspire de nombreux artistes, notamment Renaud mais aussi les Monty Python, les Nuls, Pierre Desproges, les VRP, les Wampas et autres Ludwig von 88.

## Membres

### Membres actuels
- Paul Léger — chant, kazoo, assistant whammy, flute à coulisses, guitare, synthétiseur (depuis 2005)
- Laurent Honel — guitare, guitare basse, chant, claviers, xylophone, chœurs, banjo (depuis 2000)
- Yves Giraud — guitare basse, guitare, chant, banjo, charango, ukulélé, chœurs, harmonica, claviers, mandoline (depuis 2006)
- Jean-Marc Sauvagnargues — batterie, chant, chœurs, xylophone, tambourin, shaker, clavier, guitare, flûte à bec (depuis 2002)

### Anciens membres
- Ivan Callot — chant, guitare, programmation (1997-2007)
- Thierry Manière — chant (1997-1999)
- Bertrand Le Roy — chant (1997-1999)
- Régis Rodriguez — chant (1999-2001)
- Éric Charpentier — basse (2000-2001)
- Gilles Di Giovanni — batterie (2000-2001)
- Oldelaf — guitare, accordéon, chœurs (2003-2004)
- Jonathan Bénisty — basse (2004-2005)